# Giorgio Rossano
Giorgio Rossano (* 20. März 1939 in Turin; † 13. Februar 2016 in Viareggio) war ein italienischer Fußballspieler.

## Sportlicher Werdegang
Rossano kam 1959 über Pordenone Calcio zu Juventus Turin. Zwar gewann die von Renato Cesarini trainierte Mannschaft das Double, der Mittelfeldspieler war jedoch im Verlauf der Spielzeit 1959/60 nur zu einem Pflichtspieleinsatz in der Serie A gekommen. Dennoch gehörte er im Sommer 1960 zur italienischen Olympiaauswahl, die bei den Olympischen Spielen im eigenen Land per Losentscheid das Halbfinale verlor und letztlich als Turnier-Vierter eine Medaille verpasste. Unter anderem kam er dabei im Spiel um den dritten Platz gegen Ungarn zum Einsatz, insgesamt erzielte er vier Turniertore.
Im Anschluss an das Turnier verlieh Juventus Rossano an den Ligakonkurrenten AS Bari, für den er 26 Ligaspiele bestritt. Trotz seiner vier Saisontore stieg der Klub am Saisonende in die Serie B ab. Nach seiner Rückkehr zu Juventus war er erneut über weitere Strecken nur Ergänzungsspieler, so dass er 1962 innerhalb der Serie A zum amtierenden Meister AC Mailand wechselte. Allerdings blieb ihm auch hier der große Durchbruch verwehrt, beim Gewinn des Europapokals der Landesmeister 1962/63 kam er unter Trainer Nereo Rocco nur zu Beginn des Wettbewerbs zum Zug – im Erstrundenmatch gegen Union Luxemburg erzielte er beim 6:0-Auswärtssieg allerdings zwei Tore.
Rossano wechselte 1963 in die Serie B zum Varese FC. Zwar stieg er am Saisonende mit dem Klub in die erste Liga auf, er wechselte jedoch innerhalb der zweiten Liga zu US Palermo. Anschließend ließ er beim Amateurklub AC Chieri seine aktive Laufbahn, in der er in 40 Erstligaspielen fünf Tore erzielt hatte, ausklingen.

## Erfolge

### Als Spieler
- Europapokal der Landesmeister: 1962/63
- Italienische Meisterschaft: 1959/60
- Coppa Italia: 1959/60